# 朱常𰜰
崇昭王朱常𰜰（？—1602年），明朝第五代崇王崇端王朱翊的庶第二子。他在萬曆九年（1581年）受封南陽王，萬曆十四年（1586年）因兄長世子朱常無子而亡而改封崇世子，在萬曆三十年（1602年）去世，諡號不詳。
朱常生前，世子妃钟氏所生嫡长子早夭；他死时，五个妾侍怀有身孕，后生下四子一女。女儿为马氏所生。庶三子未名早夭，庶次子朱由樽未及封爵也夭折。李氏所生庶四子朱由樻在十年後嗣封崇王，史称崇愍王，他也得以被追封為崇王，諡號昭。其庶五子朱由材，后封河阳王。朱常有女某郡主，嫁仪宾刘东聚，未详与遗腹女是否一人。